# Rue du roi Fayçal
La rue du roi Fayçal (شارع الملك فيصل) est l'une des voies principales de la ville d'Alep, deuxième ville de Syrie par sa population, dans le Nord du pays. Elle se trouve au nord-ouest de la place Saadallah al-Djabiri reliant le jardin public d'Alep et le parc al-Sabil.

## Histoire
Cette rue a été ouverte en 1919 afin de relier le quartier d'al-Djamiliyeh au centre-ville par le parc al-Sabil. Elle porte le nom du roi Fayçal (1885-1933), éphémère roi de Syrie avant de devenir premier roi d'Irak, et s'étend sur 2,5 km.
L'école Sainte-Mathilde avec son église de rite catholique melkite a ouvert en 1964. La rutilante mosquée al-Rahman a été construite en 1978 à l'angle du parc al-Sabil.
La rue Fayçal a été mise en sens unique en 2008.

## Illustrations

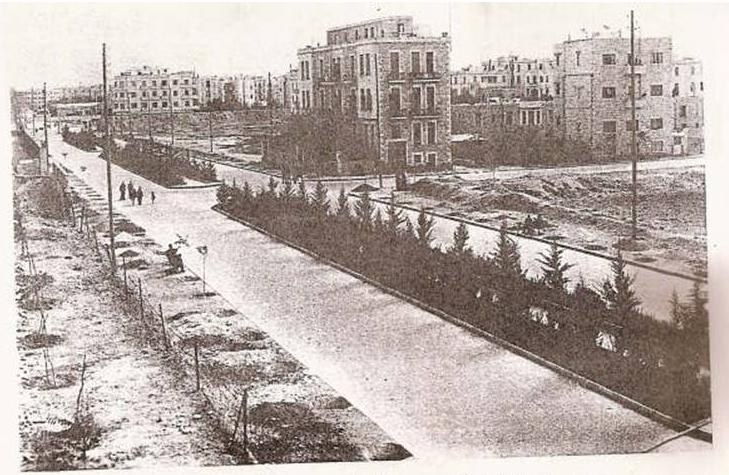
La rue du roi Fayçal en 1950
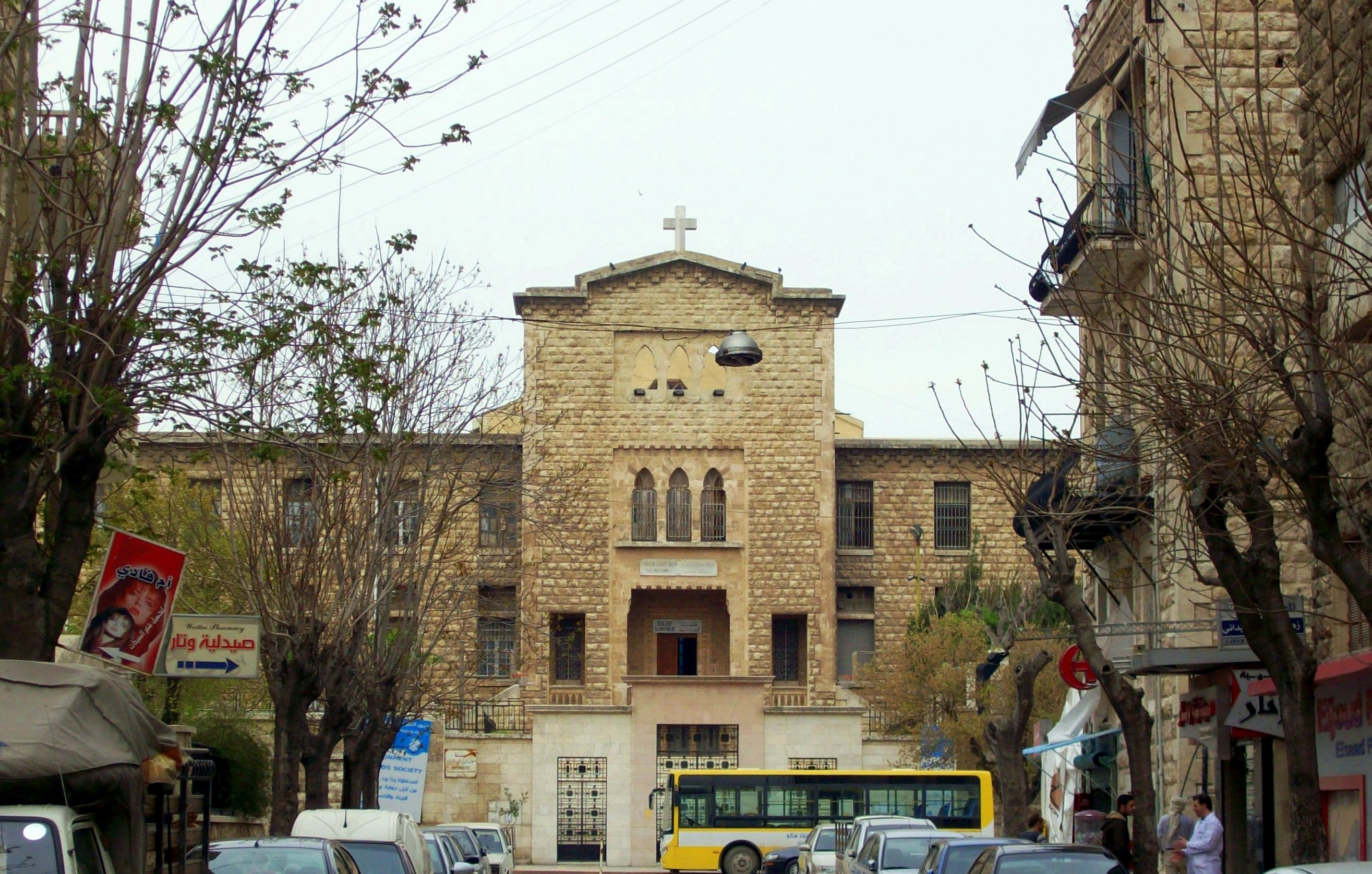
Vue de l'église Sainte-Mathilde
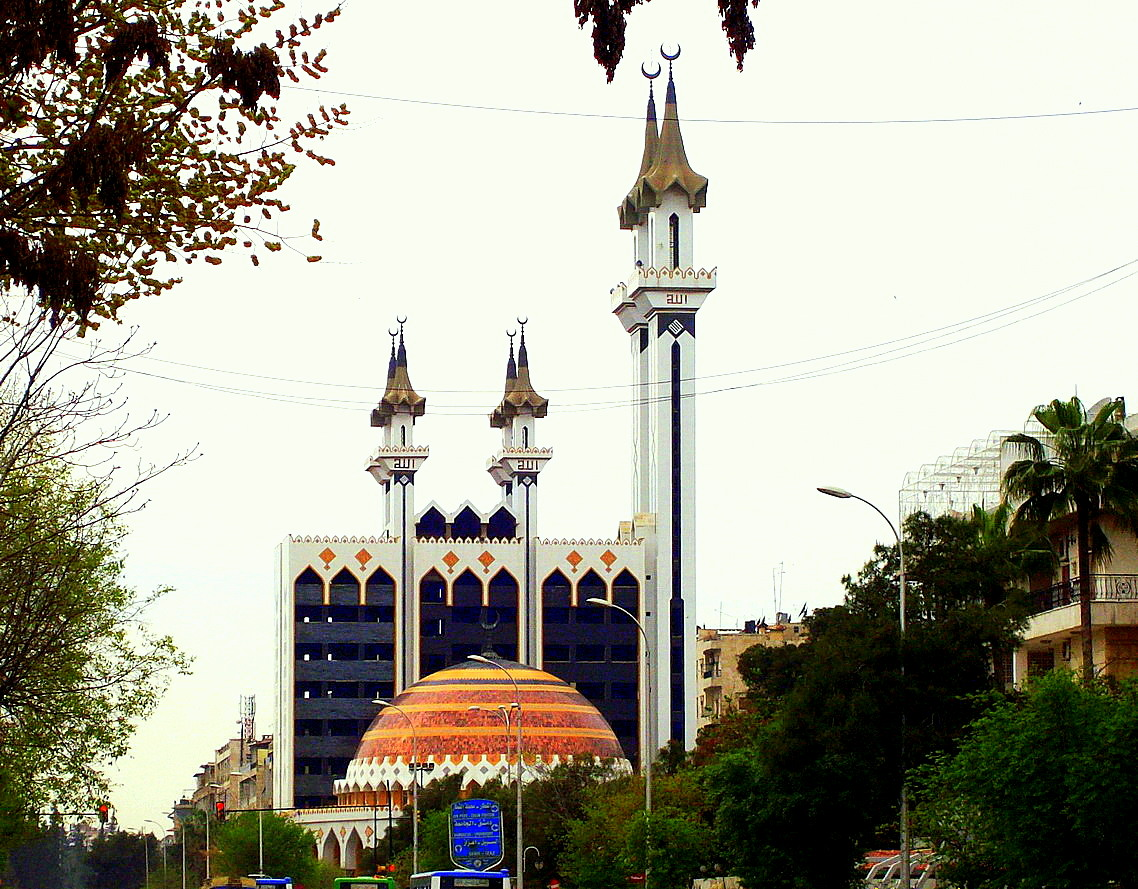
Vue de la mosquée al-Rahman